# D’espairsRay
D’espairsRay (zur Schreibweise siehe unten) war eine aus Tokio stammende japanische Band. Anfangs wurden sie v. a. als Visual-Kei-Band betrachtet, aufgrund der zunehmenden musikalischen und optischen Wandlung in ihren letzten Jahren wurden sie oft dem allgemeineren Begriff J-Rock zugeordnet. Außerhalb von Japan wurden sie auch durch Touren in Europa und Nordamerika bekannt, so traten sie unter anderem auch beim Wacken Open Air 2006 auf. Aufgrund anhaltender Stimmbandprobleme des Sängers Hizumi beschloss die Band am 15. Juni 2011 ihre Auflösung.

## Bandgeschichte

### 1999–2001: Frühe Jahre
Seit der Bandgründung am 9. September 1999 bestand die Besetzung von D’espairsRay aus Sänger Hizumi, Gitarrist Karyu, Bassist Zero und Schlagzeuger Tsukasa. Hizumi spielte damals mit einem Freund in einer Band und lud Tsukasa ein mitzumachen, nachdem er dessen Anzeige in einem Magazin gelesen hatte. Die so entstandene Gruppe namens Le’veil nahm noch das Demotape Last Illusion auf, bevor sie sich auflöste, da ihr Gitarrist ausstieg. Karyu, der zuvor unter dem Namen Yoshitaka in Dieur Mind spielte, lud beide nach Tokio ein, nachdem er sie bei einem Liveauftritt gesehen hatte. Zuvor hatte Karyu über einen Freund bereits Zero kennengelernt. Lediglich Hizumi nahm das Angebot an und fuhr nach Tokyo. Auf die Frage, wer Platz hinter dem Schlagzeug nehmen sollte, brachte Hizumi Tsukasa ins Spiel und konnte ihn überreden nach Tokyo zu kommen.
D’espairsRay begannen als Visual-Kei-Band und veröffentlichten im Dezember 1999 ihr Demotape mit dem Song Ao, welchen Karyu noch bei Dieur Mind geschrieben hatte. Ihren ersten Auftritt hatten sie am 24. September bei einem Event im Takadanobaba AREA vor rund zehn Zuschauern. Zu dieser Zeit mussten sie noch dafür bezahlen, wenn sie live auftreten wollten, und hatten Schwierigkeiten die Zuschauerquoten zu erfüllen. Die Zukunftsaussichten waren pessimistisch. Im Jahre 2000 besserte sich die Situation langsam, weitere Demotapes wie [S]yste[M] und Sakura veröffentlicht. Nachdem sich D’espairsRay einen aggressiveren Stil zulegten, wurden sie allmählich populärer. Die Band spielte damals zwei bis drei Livekonzerte im Monat und veröffentlichte im September das Demotape RAZØR.
Ihre erste Single Kumo erschien im Oktober und wurde von Shun und Tohru der Band JILS produziert. Obwohl es ihre erste „richtige“ Aufnahme war, wurde auf das Mastering und Verstärker verzichtet. Hizumi nahm seinen Gesang aus Kostengründen im Badezimmer seines Apartments auf, Schlagzeug und Gitarren wurden im Studio aufgenommen. Die 1000 produzierten Tonträger waren schnell ausverkauft und so wurden sie eingeladen, sich am HYSTERIC MEDIA ZONE Omnibus zu beteiligen. Zu dieser Zeit erfüllten sie auch regelmäßig die Zuschauerquoten. Im April 2001 wurde ihre zweite Maxi-Single Genwaku aufgenommen, zusammen mit den Liedern für HYSTERIC MEDIA ZONE. Am 19. Juli 2001 gab es dann eine Premiere: D’espairsRay veranstalteten ihr erstes selbst organisiertes Konzert mit Namen “[D]eep69[R]ed” in der Takadanobaba AREA. Die Bühne wurde dem Cover der Single Genwaku entsprechend mit roter Strickwolle bespannt. Es folgte die erste EP Terrors, welche im Juli veröffentlicht wurde. Zu dieser Zeit tauchte das Quartett erstmals in kleinen Magazinen auf.

### 2002–2004: Der Weg zum Erfolg
Im Januar veröffentlichten sie das Demotape Ura mania theater, welches nur bei Like an Edison gekauft werden konnte. Im Juni 2002 wurde ihre zweite EP Sexual Beast veröffentlicht sowie ein kostenloser Zusammenschnitt von Privatvideos und Konzertmitschnitten namens Ura video. Daraufhin begannen D’espairsRay ihre erste Tour, die unter dem Namen Tour Mania Theatre lief. Diese umspannte neun Konzerte sowie einen Auftritt von Like an Edison am 23. Februar. Das Tourfinale am 9. März fand in der Osaka MUSE HALL statt. Zudem kamen sie in diversen Zugaben unter dem Namen Animal Mania in Tierkostümen auf die Bühne und vertauschten ihre Rollen.
Um den Jahreswechsel 2002/2003 herum machte sich die Gruppe auch Gedanken über eine mögliche Trennung, da sie das Vertrauen in ihre Musik verloren hatten. Deshalb wurde im Januar 2003 die geheime CD Itanji mit einem namenlosen Lied veröffentlicht, um ihren musikalischen Wandel bei den Fans auf die Probe zu stellen. Die Besonderheit dieser Single war ihre schlichte Aufmachung, der Künstlername oder der Name des Songschreibers wurde nicht enthüllt. Man fand dort lediglich ein paar Fragezeichen vor. Die Single konnte nur bei Like an Edison erworben werden, zusätzlich wurden Tickets unter den Käufern für ein geheimes Livekonzert verteilt. Zur Tarnung wurden weiter D’espairsRay-Konzerte gegeben. Die Musiker entschieden sich, die Band aufzulösen, wenn sich die Single nicht gut verkaufen würde. Das tat sie jedoch, das Lied wurde später MaVERiCK genannt und war Namensgeber für ihre nächste Maxi-Single, die im Februar in die Läden kam.
Zu diesem Zeitpunkt traten sie dem Label “Sweet Child” bei, wodurch die nicht mehr halbtags arbeiten mussten. Allerdings stieg die Zahl der Menschen, die nun mit der Band arbeiteten von dieser bezahlt werden mussten. Zwar fühlten sie sich anfangs ausgenutzt und im Stich gelassen, bekamen aber professionelle Roadies und konnten die Single MaVERiCK im Bazooka Studio aufnehmen. Daraufhin wurden D’espairsRay zu verschiedenen Visual-Kei-Events eingeladen wie dem Beauti-fools Fest ’03, welches vom Fool’s Mate Magazin organisiert wird und an dem auch in der Visual-Kei- und Rock-Szene namhafte Bands wie MUCC, The Gazette oder Solokünstler wie Miyavi teilnahmen. Nachdem sie das Label aufforderte, melodischere Songs zu komponieren, schrieben sie das Lied Garnet, das komplette Gegenteil. Die Single und das Musikvideo – ihr erstes – wurden in einem professionellen Studio aufgenommen. Zero ließ sich dafür den Kopf rasieren und Dreadlocks flechten, was etwa 100.000 Yen kostete und zu Protesten des Managements führte. Die Maxi-Single Gärnet stand im November 2003 in den Läden und schaffte es auf Platz eins der Oricon Indie-Charts.
Im April 2004 veröffentlichte D’espairsRay ihre dritte EP Born, die eine DVD für das Musikvideo von Garnet enthielt. Sugizo von Luna Sea spielte für die B-Seite Marry of the blood das Violinenintro. Im Juli wurde ein Nachdruck in den Handel gebracht, aber ohne DVD. Zwei Monate später wurde die Maxi-Single Gemini veröffentlicht, eine Limited Edition besaß noch eine DVD für das Musikvideo von Born. Eine zusätzliche One-Man Tour schloss sich an. Diese wurde von D’espairsRay in drei eigene Konzerte aufgeteilt. Am 16. September fand der “Bloody marry Day” im OSAKA MUSE statt, dem folgte der “Furachi na toiki Day” am 17. im Nagoya ell.FITS ALL. Beim “murder Day” am 23. im LIQUIDROOM ebisu in Tokyo entstand auch das Material für ihre erste Live-DVD. 2004 spielten sie auch zum ersten Mal außerhalb Japans am 30. Oktober in Berlin und am 31. in Paris. Die Mini-Auslandstournee trug den Titel “Wollust ward dem Wurm gegeben” aus dem Gedicht An die Freude von Friedrich Schiller.

### 2005–2008: Internationaler Durchbruch

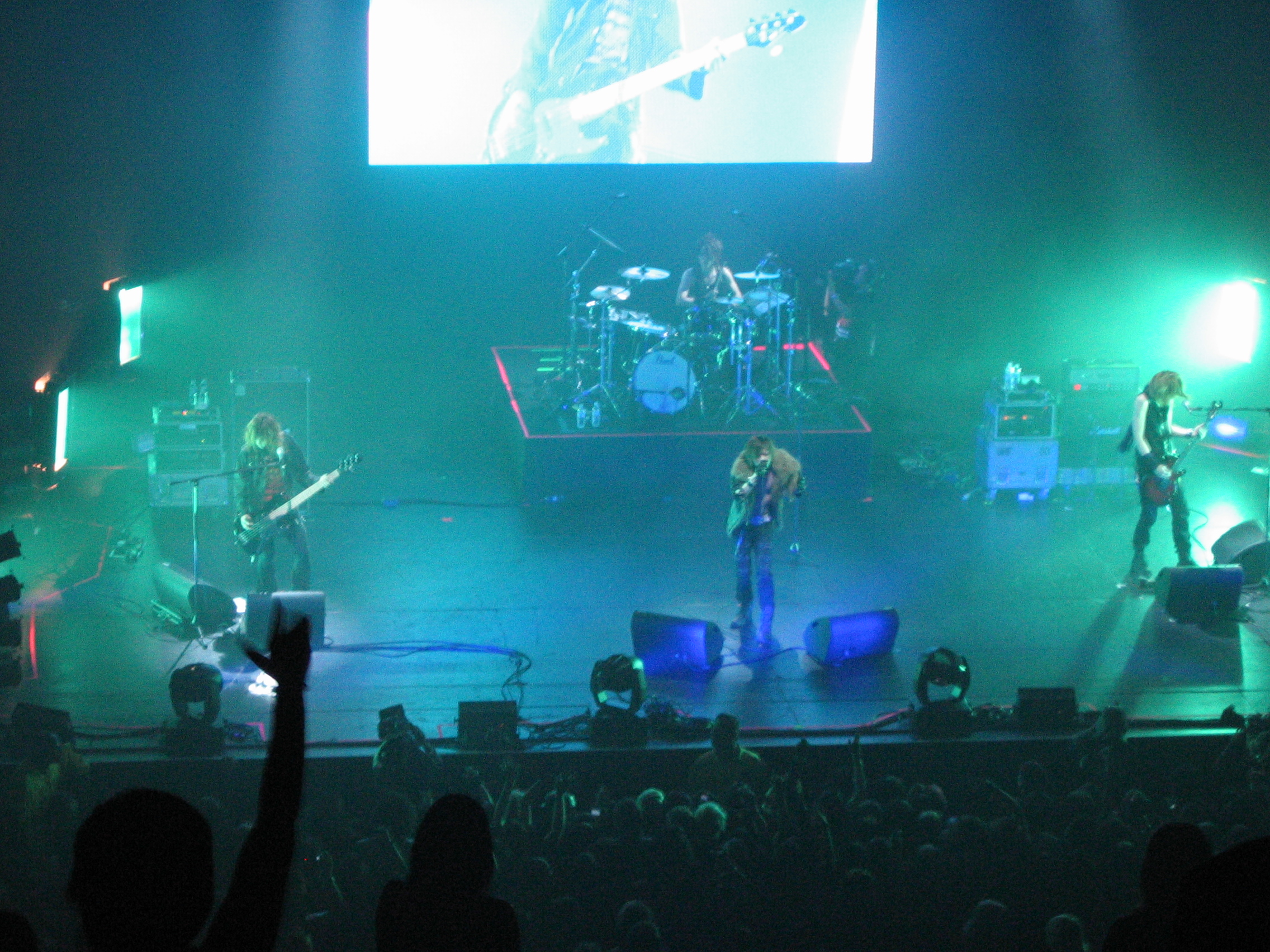
Liveauftritt bei der JRock Revolution 2007 in Kalifornien

Im Jahre 2005 wurde ihre erste Live-DVD Murder Day Live veröffentlicht. Ein Musikvideo für das Lied Reddish -Diva Version- war darauf als Bonusmaterial enthalten.
Durch die Europatour wuchs der Wunsch, ein Album zu schaffen, welches auch in Europa veröffentlicht werden sollte. Dafür arbeiteten sie zum ersten Mal mit Shinobu Narita zusammen, der später ihr Programmer und Produzenten wurde. Kurz darauf im Juni veröffentlichten D’espairsRay ihr erstes Musikalbum Coll:set. Das Album brachte den lang erwarteten Durchbruch. Ihre Maxi-Single Gärnet wurde zu Werbezwecken neu aufgelegt. Im selben Jahr hatte die Band auch erste Konzerte in den USA. Dort traten sie in der Nähe einer Anime-Convention in San José auf, später waren sie für zwei Tage in San Francisco und in Dallas, wo sie Flyer verteilten. Ende 2005 spielten sie noch einmal in Deutschland und Frankreich, diesmal zusammen mit der Band Kagerou. In der nachfolgenden US-Tour wurden zuerst zwei Auftritte mit Genitorturers absolviert, die restlichen mit Trashlight Vision. Am 13. Januar 2006 veröffentlichten sie ihr Album Coll:set auch auf dem europäischen Markt bei Gan-Shin. Eine Dokumentations-DVD mit dem Titel The World Outside the Cage (eine Anspielung auf das Lied The World in a Cage) mit Material ihrer letzten Tour wurde im März veröffentlicht. Im Jahr 2006 wechselten sie während der Liquidize-Tour zum Label “Sword Records” und traten im August des Jahres auf dem Wacken Open Air auf.
Am 8. und 9. September fanden Konzerte im Liquidroom ebisu statt, wobei der zweite Konzerttag auf DVD aufgenommen wurde. Eine weitere Mini-Zugabe fand im Shibuya BOXX direkt danach statt, was am Ende des Konzertes über Video angekündigt wurde. Wegen der kleineren Kapazität der BOXX wurden draußen Bildschirme angebracht, die Zugabe konnte auch in einem benachbarten Café auf dem Bildschirm verfolgt werden. Im November 2006 gingen sie zudem erneut in Europa zusammen mit Limbogott auf eine kleine Tournee. Der Tourplan führte von Straßburg am 13. November und Paris über Saarbrücken, Pratteln in der Schweiz, München, Köln, Berlin, Hamburg, Glauchau und Kopenhagen bis nach Helsinki am 26. November. Ende 2006 wurde ihre zweite Live-DVD [LIQUIDIZE] - Yuugousuru Taion - Tour 2006 veröffentlicht.
Für das neue Album Mirror wollte Karyu Lieder schreiben, welche man auf Wacken oder ähnlichen Festivals spielen könnte. Schon die Wahl des Titelsongs für die März-Single fiel schwer, so wollte Karyu TRICKSTeR, die anderen Bandmitglieder entschieden sich jedoch für Squall. Der letzte Song des Albums sollte Anfang März aufgenommen werden, jedoch brachte Karyu drei Tage vorher noch Kaleidoscope dazu, so dass die Aufnahmen mit einem Tag Verzögerung zu Ende gingen. Das Album war mit Platz 36 in den Oricon-Charts ihr erfolgreichstes. Zwischendurch wurde am 26. Mai 2007 noch ein kurzer Abstecher in das Pellissier Building and Wiltern Theatre nach Los Angeles durchgeführt, um mit japanischen Bands wie Girugamesh, MUCC und Merry auf der „Jrock Revolution 2007“ zu spielen. Das Jahr endete mit der Live-DVD der dazugehörigen Tour, der Spiral Staircase #15 Final.
Im Jahr 2008 gingen sie unter anderem mit MUCC und Bullet for My Valentine auf die “Taste of Chaos”-Tour. Am 5. Mai spielten sie im Rahmen des Hide Memorial Summit im Andenken an Hide neben Bands wie X Japan, Luna Sea und Dir En Grey. Außergewöhnlich war die Veröffentlichung von drei Singles in einem Jahr, so erschien am 14. Mai die Single Brilliant, am 6. August Kamikaze und am 3. Dezember Horizon. Die Single Kamikaze wurde in den Monaten August und September als Endlied bei der TBS Kei TV-Produktion Ranku oukoku (ランク王国) verwendet. Für das Musikvideo wurden Ausschnitte des Films verwendet. Horizon diente erneut einer TV-Produktion als musikalische Untermalung, dieses Mal der MUSIC B.B. als Eröffnungslied. Ende des Jahres wurde auch das neue Album Redeemer angekündigt.

### 2009–2010: Unter Major-Label
Am 11. März 2009 erschien das Album Redeemer unter dem Label „Delicious Deli Records“ von Universal Music Japan. Das Label wurde direkt als Majorlabel konzipiert. Die Veröffentlichung in der EU übernahm Spinefarm Records, in den USA „Hip-O Records“. Gleichzeitig wurde die „PSYCHEDELIC PARADE Tour“ angekündigt, welche auch durch Europa führte. Mit Moskau wurde im Zuge der „Psychedelic Parade in Europe 2009 Tour“ auch erstmals eine russische Stadt besucht. Der Tourplan war dicht gepackt: Allein im Juli wurden in nur drei Wochen 10 Liveauftritte absolviert. Zum 10. Geburtstag der Band fand am 9. September 2009 ein Gratiskonzert im SHIBUYA-AX statt, welches auf 1500 Personen limitiert wurde. Da man aber die Zahl 10 noch weiter betonen wollte, fand am 1. Oktober 2009 ein weiteres Geburtstagskonzert in der Shibuya C.C.Lemon Hall statt. Das Konzert wurde aufgezeichnet und war ab dem 29. Dezember 2009 als 10th Anniversary LIVE: Closer to ideal -Brand new Scene- in den Läden erhältlich.
Im September schaffte es die neue Single Final Call auf Platz 16 der Oricon-Charts und Ende des Jahres stand ihr erstes Best-of-Album Immortal in den Läden. Am 14. April 2010 brachte die Band die Single Love is Dead heraus und kündigte zudem eine weitere Welttournee an, die sie neben Europa und Japan auch wieder in die USA führte. Das Titellied stieg in den Klingelton-Charts auf Platz 2 im Wochenranking, am 4. Juli erreichte es den ersten Platz des Tages. Des Weiteren gab die Band auf ihrem zweitägigen Show Case im Shibuya O-East bekannt, dass sie mit der Produktion eines neuen Albums beschäftigt seien. Die Tourdaten für Europa wurden einen Tag später ebenfalls offiziell bekannt gegeben. Das Album Monsters erschien am 28. Juli 2010, die Tour „Human-clad Monsters“ schloss direkt daran an.

### 2011: Zwangspause und Auflösung
Die Probleme begannen mit Hizumis Grippeerkrankung im März 2009 zwischen den drei Gigs speziell für den Fanclub und der PSYCHEDELIC PARADE Tour. Während die Grippe verschwand, blieb der Husten, so dass Keuchhusten diagnostiziert wurde. Entgegen dem ärztlichen Rat wurde die Tour trotzdem unter dem Einfluss von Antiphlogistika absolviert. Nachdem der Husten auch nach Monaten nicht verschwunden war, wurde er chronisch. Hizumi nahm die Antiphlogistika nun täglich und in steigender Dosis, auch als präventive Maßnahme vor dem Singen, im Glauben, dass es den Husten beenden würde. Die Tourneen waren entsprechend schmerzhaft und belastend, nach den Konzerten zog er sich sofort in den Tourbus zurück und verhielt sich ruhig, um seine Stimme zu erholen. Im Sommer 2010 kamen dann die anderen Bandmitglieder auf ihn zu und es wurde beschlossen eine Pause einzulegen. Auf der offiziellen Facebook-Seite und ihrer Homepage gab die Band am 21. September 2010 bekannt, dass sie eine unbefristete Pause einlegen müssen, um Sänger Hizumis schon länger bekannte Stimmprobleme zu behandeln. Die Tour wurde noch zu Ende gespielt. Als Ursache für das Husten wurde eine Allergie entdeckt, so dass dieser nach medikamentöser Behandlung verschwand. Danach durchlief Sänger Hizumi eine Rehabilitation, um seine Stimmbänder und -muskeln wiederaufzubauen. Wie lange dies dauern würde, war jedoch unklar, möglicherweise Monate oder Jahre.
Die Konzert-DVD Human-clad Monsters FINAL der entsprechenden Tour mit dem Abschlusskonzert im Yokohama BLITZ wurde am 13. April veröffentlicht, zusammen mit der zweiten Best-of-Scheibe antique. Die Live-DVD erreichte Platz 103 in den Oricon-Charts und war damit ihre Erfolgreichste. Am 10. Juni erschien ein weiteres Photo-Book mit dem Titel [UN]Beautiful. Aufgrund der anhaltenden Probleme mit Hizumis Stimmbändern und einer unwahrscheinlichen Besserung dieses Zustandes beschloss die Band am 15. Juni 2011 ihre Auflösung.
Am 18., 21. und 22. Juni fand ein Auftritt in der TAKADANOBABA AREA unter dem Namen LUV PARADE zusammen mit kleineren VK-Bands statt. Dabei sang Taka von defspiral, während Hizumi die Fanartikel entwarf. Gespielt wurden Coversongs von Marilyn Manson, Nirvana, Korn, hide und BUG sowie die Lieder Mirror und Love is Dead. Am 9. und 10. August fand noch ein Ausflug des offiziellen Fanclubs [un]beautiful nach Chiba statt.
Im Mai 2014 wurde über einen neuangelegten Twitter-Account bekannt, dass D'espairsRay am 29. Juli 2014 zusammen mit anderen VK-Bands spielen würden. Angelo, bei denen Gitarrist Karyu Mitglied ist, gaben ein Konzert im Zepp Diver City Tokyo. Zu Gast waren FAKE?, RIZE, lynch. und D'espairsRay. Das Konzert wurde nicht als Comeback angekündigt. Unbekannt ist auch, wie weit Hizumis Genesung fortgeschritten ist und ob es künftig weitere Auftritte geben wird.

## Stil

### Musik und Texte
Die Lieder wurden meist von Karyus harten Riffs und Hizumis variabler Stimme dominiert, welche von melodischem Gesang über Screams und Growls alles abdeckte. Der Musikstil von D’espairsRay änderte sich mit der Zeit: In der Anfangsphase der Band hatten die Musikstücke eine durchgehend düstere, beklemmende und schwere Atmosphäre. Der Stil orientierte sich zwischen Alternative-, Industrial- und Thrash Metal. Mit dem Erscheinen der Singles Kogoeru Yoru ni Saita Hana und Squall wurde das Repertoire zur Popmusik erweitert, auch wenn das nachfolgende Album Mirror wieder klassische Metal-Tugenden wie harte Riffs und eine schnelle Spielweise aufgriff. Mit der Veröffentlichung des Albums Redeemer wurde der Stil wieder etwas düsterer und melancholisch, was sich zum Album Monsters hin fortsetzte. Die A-Seiten der Singles waren dabei durchgehend im Pop-Rock gehalten und dienen dabei auch als Spielwiese für neue Stilelemente. So wurde bei Horizon stellenweise Sprechgesang verwendet, bei Love is Dead ein Techno-Rhythmus und entsprechende Synthesizer.
Während die Texte früher hauptsächlich Verzweiflung thematisierten (z. B. Infection oder Oboro No Tsuki), vom Sterben geliebter Menschen handelt (z. B. Yami Ni Furu Kiseki oder Genshoku) oder Vorstellungen der christlichen Religion (z. B. Abel to Cain oder Tsuki no Kioku -fallen-) erweiterten sich später die Themen. Neben Liebeskummer (z. B. Squall oder Final Call) entstanden auch Texte, in denen Mut gemacht wird seinen eigenen Weg zu gehen (z. B. Mirror oder Death Point). Etwas abseits stand Horizon, dessen Text hoffnungsvoll von einer neuen Welt kündet. Hizumi meinte in einem Interview, dass seine alten Lyrics zu einseitig gewesen waren, und dass es schwer sei, nur diese Art von Liedern zu singen.

### Aussehen und Bandlogo
Früher zeichnete sich D’espairsRay wie viele andere Visual-Kei-Bands neben ihrer Musik durch ihr extremes Äußeres aus, bestehend aus viel Lackleder, dunkler Schminke, verschiedenfarbigen Kontaktlinsen und extravaganter Bekleidung. Bis zur EP Terrors (2001) wurden wie bei vielen typischen Visual Kei-Bands die Haare auffällig bunt gefärbt. Das dunklere Äußere wurde bis zum Erscheinen des Albums Coll:set beibehalten und orientierte sich an der amerikanischen Band Marilyn Manson. Danach dominierten lässige Kleidung und dunkle Farben das Aussehen. Ausnahmen waren kurze Zeit nach dem Release der Single Kogoeru Yoru ni Saita Hana 2006 und bei dem Liveauftritt am Hide Memorial Summit 2008, wo sie ganz in weißer Kleidung auftraten. Nach Aussage der Band orientierte sich ihr Kleidungsstil an der Musik, welche sie spielten: Man könne Yozora nicht im dunklen Kleidungsstil von damals aufführen, weil es unglaubwürdig sei.
Im Laufe der Zeit änderte sich auch das Bandlogo mehrmals. Das erste Logo +DéspairsRay+ wurde noch bis zur Single Maverick im Februar 2003 verwendet, ab Gärnet im November bis zum Erscheinen des ersten Albums Coll:set im Jahre 2005 wurde das Logo DéspairsRay geschrieben. Mit Erscheinen der Single Kogoeru Yoru ni Saita Hana im Jahr darauf wurde das Logo auf eine gebrochene Schrift abgeändert, der Akut wurde weggelassen und der Apostroph hinzugefügt. Dies wurde bis zur Single Brilliant (2008) beibehalten, danach wurde bis zur Auflösung nur D’ESPAIRSRAY geschrieben.

## Bandmitglieder

### Hizumi
Hizumi (歪, dt. Verzerrung/Verbiegung) kam am 2. März in einer kleinen Stadt in der Tōhoku-Region als zweiter Sohn zur Welt. Er interessierte sich spät für Musik und schloss sich erst gegen Ende der Oberstufe seiner ersten Band an. Da der Bassist Steve Harris der Band Iron Maiden zu seinen großen Vorbildern zählte, spielte er Bass. Erst durch den Vorschlag eines Freundes in einer Karaokebar wurde er Sänger. Durch eine Anzeige von Tsukasa in einem Magazin wurde Hizumi auf diesen aufmerksam, und so entstand die Band Le'veil. Nach der Aufnahme von Last Illusion trennte sich die Gruppe jedoch, weil ihr Gitarrist ausstieg. Da Karyu die Band live gesehen hatte und von deren Performance begeistert war, lud er Hizumi und Tsukasa zu ihm nach Tokyo ein. Dort traf Hizumi dann auch auf Zero. Nachdem die Chemie stimmte, wurde +DéspairsRay+ geboren.
Hizumi schrieb zu fast allen Liedern der Band die Texte, von der Single [Kumo] bis zu MaVERiCK war er auch für das Design verantwortlich. Das Wappen der [LIQUIDIZE] - Yuugousuru Taion - Tour 2006 stammte ebenfalls von ihm. 2003 sang er auch im Refrain von KISUI Project und auf dem Over The Edge 2008 als Sänger der Session 2 Band. Bei diesem Intermezzo sang er an der Seite von Yuu, MASATO, YUKKE und Hiroshi Sasabuchi zwei Songs von Buck-Tick. Am 9. September 2008 zum 9. Geburtstag von D’espairsRay tauschten die Musiker in der zweiten Zugabe ihre Rollen und so zupfte Hizumi für die Songs Brilliant und Facism am Bass. Laut eigener Aussage covert er am Bass ab und zu Songs. Er war der einzige Nichtraucher der Band. Nach D’espairsRay startete er mit UMBRELLA ein Design-Projekt.

### Karyu
Karyu (カリュウ) wurde als zweiter Sohn am 7. Dezember in Yamaguchi, einer Stadt im Süden Honshūs geboren. Während der Zeit auf der Mittelschule hatte er seinen ersten Kontakt mit der Musik. Er erlernte das Gitarrespielen, allerdings nicht auf der Akustikgitarre, sondern gleich auf einer E-Gitarre. Da sein Vater ebenfalls Gitarre in einer Band gespielt hatte, gab er ihm seine eigene und unterwies seinen Sohn. Für ihn stand schon lange vor dem Schulabschluss fest, dass er nach Tokyo gehen würde, um dort Musiker zu werden. Während seiner Zeit in der Oberschule wuchs sein Wunsch nach einer Band und so setzte er eine Anzeige auf und suchte auf diesem Weg nach Mitgliedern. Die so entstandene Band Dieur Mind währte jedoch nicht lange und noch bevor er die Oberschule abschloss, löste sie sich wieder auf. Auf der Abschlusstournee seiner Band traf er mehr oder weniger zufällig auf Zero und seine Gruppe. Da er bereits vorher auf Hizumi und Tsukasa gestoßen war, rief er alle drei an und lud sie nach Tokyo ein.
Er spielte damals auch noch Schlagzeug und studierte nebenbei auf einer Musikhochschule, brach das Studium aber nach einem halben Jahr ab. Als Gitarrist der Band komponierte Karyu etwa 90 % aller Songs und schrieb teilweise auch die Lyrics, auch in Zusammenarbeit mit Tsukasa oder Shinobu Narita (ihrem Programmer und Produzenten). Durch den Film Interview mit einem Vampir fühlte er sich zu dem Thema hingezogen; als er +DéspairsRay+ ins Leben rief, tat er dies als „Vampir KARYU“. Seit MaVERiCK änderte er den Namen auf Karyu. 2005 erwarb er in einem Gitarrengeschäft in Kalifornien eine weiße E-Gitarre, nachdem ihn Acey Slade zu dem Kauf ermutigte. Alle seine Gitarrenmodelle stammen von der ESP Guitar Company. Er erweiterte seine Sammlung 2008 um ein weiteres weißes Modell mit schwarzen Tribals, welches er selbst designte (ESP Micawber). Zum 9. Geburtstag der Band saß er wieder einmal selbst hinter einem Schlagzeug. Bei einem Auftritt in der NHK Hall spielte er auch einmal ein Theremin. Nach D’espairsRay trat er der Band Angelo als Gitarrist bei.

### Tsukasa
Tsukasa (司, dt. Leiter, Staatsdiener oder Verwalter) erblickte am 6. März in Yamagata als erstes von zwei Kindern das Licht der Welt. Er wollte schon früh Sänger von Volksliedern werden und Teil eines schulischen Blasorchesters sein. Als er auf der Mittelschule Blockflöte spielte, wurde er in das Blasorchester aufgenommen und übernahm dort das Tenorsaxophon. Nach seinem ersten Jahr auf der Oberschule erlernte er das Schlagzeug. Einer seiner Freunde spielte Gitarre in einer Band und so drängte er diesen dazu, als Schlagzeuger beitreten zu dürfen. Sie beschlossen als Band auf dem jährlichen Herbstschulfestival aufzutreten, wo sie vier Stücke von Metallica spielten. Nach der Oberschule begann er in einem Verlag zu arbeiten und spielte nebenbei in der Band. Durch den Wunsch nach einer dauerhaften Gruppe setzte Tsukasa eine Anzeige auf und suchte nach Mitgliedern, um die Band zu erweitern und teilweise neu zu besetzen. Unter den vier Antworten war auch die von Hizumi. Tsukasa löste seine Highschool-Band auf und stieg stattdessen bei Le’veil ein. Auf einem ihrer zahlreichen Konzerte trafen die beiden auf Karyu, der sie für seine nächste Band gewinnen wollte. Als sich Le’veil auflöste, waren die Weichen dafür gestellt. Tsukasa kündigte seinen Job und machte sich auf den Weg nach Tokyo.
Tsukasa, dessen Pseudonym einem Trinkgelage entstammt, war zudem der Bandleader von D’espairsRay, nachdem Karyu ihm das Amt übertragen hatte. Von Anfang 2006 bis zum Frühjahr des Folgejahres moderierte er die Internet-Radio-Show “Maniac Station” auf Starchildren24.com, wo er hinter die Kulissen der Band blicken ließ. Ein kurzes Revival erlebte die Show im Frühjahr 2008 auf der Mitgliederseite des Fanclubs und von April bis Oktober 2009 im Nack5 Streaming Club. Zum 9. Geburtstag der Band sang er die Lieder Brilliant und Facism, obwohl er der Ansicht ist, für diese Art von Musik nicht die richtige Stimme zu haben. Gackt wählte ihn 2009 aus, um in dessen Musikvideo zu Setsugekka-The end of silence-/ZAN das Schlagzeug zu spielen, ebenso 2011 zusammen mit Zero für die Single Episode.0. Bei manchen Konzerten gab Tsukasa auch ein Ständchen auf der Querflöte. Sein Schlagzeug entstammt der japanischen Pearl Musical Instrument Company. Nach der Bandauflösung trat er mit Zero der Band THE MICRO HEAD 4N’S bei.

### Zero
Zero (零 dt. Null, Bruchteil) wurde am 31. Juli in Saitama nahe Tokyo als erstes von drei Kindern geboren. Im Alter von zwei Jahren wurde er von einem LKW angefahren und schwer verletzt, Knochenbrüche und innere Verletzungen waren die Folge. In der Grundschule wurde er zur ersten Knabensopranstimme, als er in den Stimmbruch kam, erlernte er das Mundharmonikaspielen. Über einen Freund kam er in Kontakt mit dem Visual Kei und der J-Rock-Band Boøwy. Da er in der nahe gelegenen Bibliothek regelmäßig Alben von Van Halen und Bauhaus hörte, wollte er selbst das Spielen auf der Gitarre erlernen. In der Oberstufe rief er zusammen mit einem Freund eine Buck-Tick-Coverband ins Leben, welche nach knapp zehn Monaten wieder aufgelöst wurde. In seiner nächsten Band mangelte es an einem Bassisten, und so wechselte er auf dieses Instrument. Bei einem Konzert lernte er Karyu kennen, dessen Schlagzeuger bei Dieur Mind auf dieselbe Highschool wie Zero ging. Später wurde er von Karyu nach Tokyo eingeladen, wo er seine Kollegen kennenlernte.
Da sich Zero das Gitarren- und Bassspiel selbst beibrachte, machte er nur langsam Fortschritte, und so nannte er sich 零-ZERO-. Seit Mai 2003 verzichtet er auf das vorgestellte Kanji 零 (Rei) für Null. Später ließ er sich von Toshihiro Nara im Bassspiel unterrichten. Im Laufe seiner Entwicklung bei D’espairsRay wechselte er von einem schwarzen viersaitigen Bass auf einen mit fünf Saiten, welcher eigens für ihn von ESP gestaltet wurde (ESP TRICKSY). Zum 9. Geburtstag und auf dem Gratiskonzert zum 10. Jubiläum tauschte Zero den Platz mit Karyu und spielte auf dessen E-Gitarre. 2011 spielte er für Gackts Single Episode.0 zusammen mit Tsukasa. Zero verbringt viel Zeit in sozialen Netzwerken, so dass die meisten Postings der Band in der Regel von ihm erstellt wurden. Nach der Bandauflösung trat er, zusammen mit Tsukasa, der Band THE MICRO HEAD 4N’S bei.

## Veröffentlichungen
Alben
- 2005: [Coll:set]
- 2007: Mirror
- 2009: Redeemer
- 2010: Monsters

Kompilationen
- 2009: Immortal
- 2011: antique

EPs
- 2001: -Terrors-
- 2002: Sexual Beast
- 2004: Born

Demotapes
- 1999: Ao (蒼)
- 2000: [S]yste[M]
- 2000: Sakura (さくら)
- 2000: RAZØR
- 2001: Sixth Terrors
- 2002: Ura Mania Theater (裏マニアシアター)
- 2003: Itanji (異端児, später MaVERiCK)

Singles
- 2000: Kumo (蜘蛛)
- 2001: Genwaku (眩惑)
- 2002: Ori no naka de miru yume (檻の中で見る夢)
- 2003: MaVERiCK
- 2003: Gärnet
- 2004: -Gemini-
- 2005: Gärnet (2. Auflage)
- 2006: Kogoeru yoru ni saita hana (凍える夜に咲いた花)
- 2007: Squall
- 2008: Brilliant
- 2008: Kamikaze
- 2008: Horizon
- 2009: Final Call
- 2010: Love is Dead

Videoalben
- 2003: Zy. Force Vol. 1
- 2004: Murder Day Live
- 2006: Liquidize (Live Tour 06)
- 2007: Spiral Staircase #15 Final
- 2009: 10th Anniversary Live Closer to ideal -Brand new scene-
- 2011: “Human-clad Monsters” FINAL

Dokumentationen
- 2002: Ura Video (Erster Teil)
- 2003: Ura Video (Zweiter Teil)
- 2006: The World Outside the Cage

Bücher
- 2006: Liquidize
- 2011: [UN]Beautiful